# زن پین‌بال ۲
زن پین‌بال ۲ (انگلیسی: Zen Pinball 2) یک بازی ویدئویی پین‌بال است که در سال ۲۰۱۲، زن استودیوز آن را برای کنسول‌های وی یو، پلی‌استیشن ۳، پلی‌استیشن ۴ و پلی‌استیشن ویتا توسعه داده‌است.